# Parasetodes maculatus
Parasetodes maculatus är en nattsländeart som först beskrevs av Banks 1911.  Parasetodes maculatus ingår i släktet Parasetodes och familjen långhornssländor. Inga underarter finns listade i Catalogue of Life.